# 薩根堡
《薩根堡》（法語：Fort Saganne）是一部1984年法國戰爭片，由阿藍·柯諾執導，傑哈·德巴狄厄、菲利浦·诺瓦雷、凱撒琳·丹尼芙和苏菲·玛索主演。改編自路易·葛戴爾1980年的同名小說，該片講述了1911年一名出身卑微的士兵志願在撒哈拉沙漠服役的故事。在愛上了地區長官漂亮的小女兒後，他奉命前往沙漠執行任務，在那里他参与了几次成功的战役并經受着嚴重的孤獨。後來，在前往巴黎執行外交任務時，他與一名記者發生了短暫的戀情。回到非洲後，他率領英勇的軍隊對抗令人畏懼的蘇丹，並被授予榮譽軍團大十字勳章。他以民族英雄的身份回到家鄉，娶了他念念不忘的年輕女孩，但他們的幸福因第一次世界大战的爆發而中斷。
《薩根堡》在1984年坎城影展上被淘汰出局。《薩根堡》在製作当時是法國最大預算的電影。這部電影在法國獲得了2,157,767人次入場。1985 年，這部電影獲得了四項凱撒獎提名，分別是最佳男主角（傑哈·德巴狄厄）、最佳攝影（布魯諾·紐伊頓）、最佳服裝設計（科林妮·喬瑞、羅西娜·德拉馬爾）和最佳音響。

## 剧情
1911年，農民出身但意志坚定的夏尔·薩根应征入伍，被派往撒哈拉沙漠，隶属于貴族上校迪布勒伊。薩根吸引了地區行政長官的女兒马德莱娜的注意。在撒哈拉沙漠，薩根贏得了阿拉伯人的尊重，包括獨立戰士阿马让。经过几次战役后，薩根前往巴黎執行外交任務。在巴黎與記者路易丝發生婚外情后，薩根回到非洲，领导了对抗苏丹奥马尔的防御行动。他被授予榮譽軍團大十字勳章，並與马德莱娜結婚。第一次世界大戰的爆發使他的成功和幸福處於危險之中。

## 演员

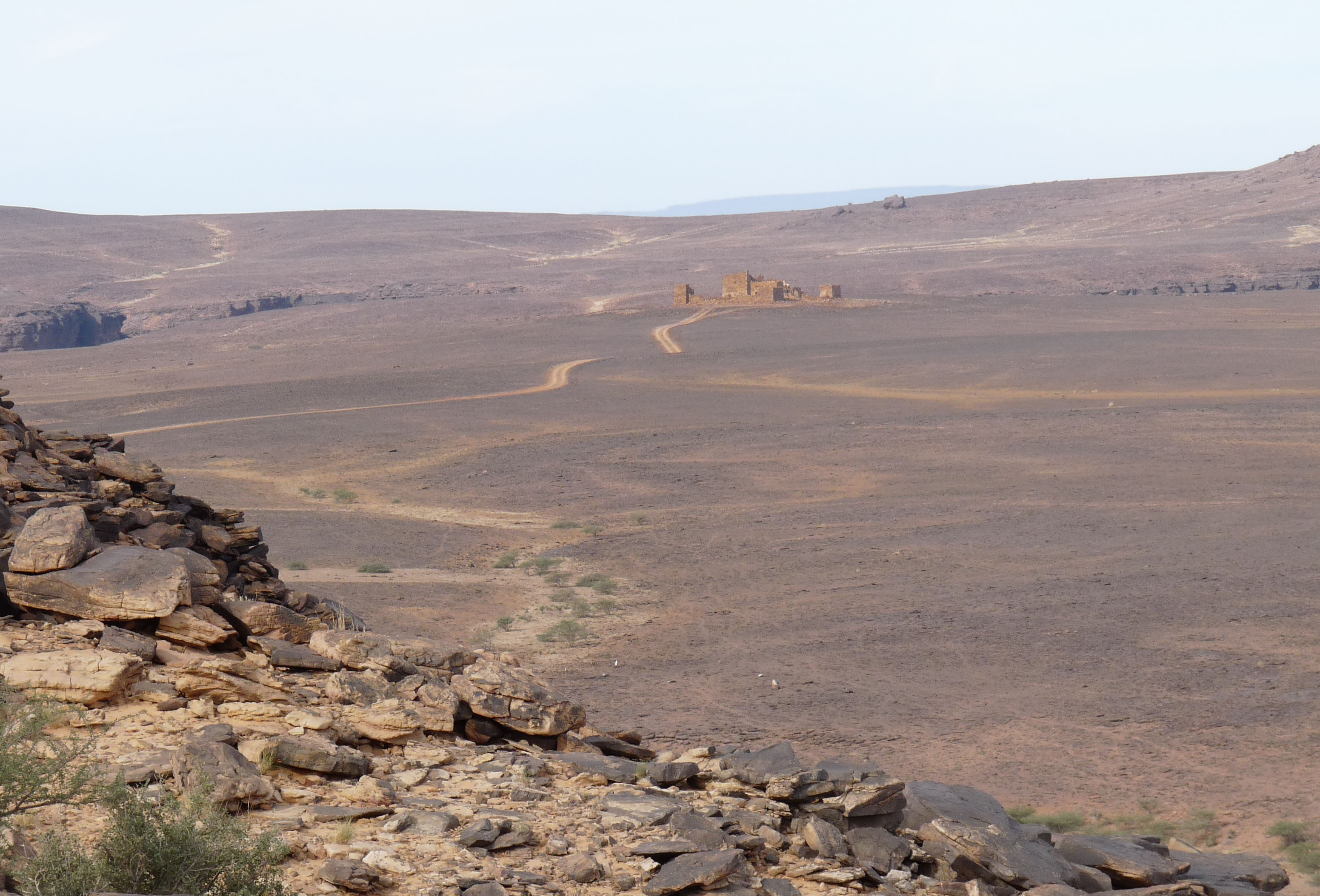
阿穆贾尔山口附近的薩根堡

- 傑哈·德巴狄厄 饰 夏尔·薩根
- 菲利浦·诺瓦雷 饰 迪布勒伊
- 凱撒琳·丹尼芙 饰 路易丝
- 苏菲·玛索 饰 马德莱娜